# John C. Bell

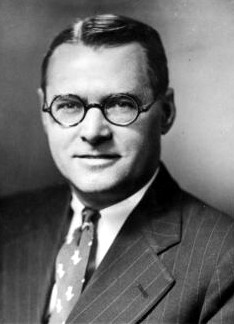

John Cromwell Bell, Jr., född 25 oktober 1892 i Philadelphia, Pennsylvania, död 18 mars 1974 i Montgomery County, Pennsylvania, var en amerikansk republikansk politiker och jurist. Han var guvernör i delstaten Pennsylvania 7 januari – 21 januari 1947. Hans bror Bert Bell var Pittsburgh Steelers tränare och chef för National Football League 1946–1959.
Bell avlade 1914 grundexamen vid University of Pennsylvania. Han avlade sedan 1917 juristexamen. Medan brodern Bert spelade amerikansk fotboll i University of Pennsylvanias lag, var John C. Bell kapten i universitetets fotbollslag (varsity soccer team). Han gifte sig 1918 med Sarah Andrews Baker. Paret fick tre söner och två döttrar.
Bell var en aktiv motståndare till Franklin D. Roosevelts New Deal-reformer. Han skrev pamflettböckerna Can We Think and Dare We Speak (1934), What Do You Know About the New Deal? (1935) och New Deal Fairy Tales (1936).
Bell var viceguvernör i Pennsylvania 1943–1947. Guvernör Edward Martin avgick en kort tid före mandatperiodens slut för att tillträda som ledamot av USA:s senat. Efter sina två veckor som guvernör efterträddes Bell sedan av partikamraten James H. Duff.
Bell var domare i Pennsylvanias högsta domstol 1950–1972, från och med 1961 som chefsdomare.
Bells grav finns på Saint Asaph Church Cemetery i byn Bala Cynwyd.